# 4-я Софийская повстанческая бригада
4-я Софийская повстанческая бригада (болг. Четвърта софийска въстаническа бригада) — подразделение Народно-освободительной повстанческой армии Болгарии, находившееся в ведении 1-й Софийской повстанческой оперативной зоны. Бригада действовала в районе к северо-западу от Софии.

## История
4-я Софийская повстанческая бригада была образована в июне 1944 года на основе 3-го батальона партизанской бригады «Чавдар» и Ихтиманского партизанского отряда. Некоторое время она носила имя 2-й партизанской бригады «Чавдар» (болг. Втора Партизанска бригада „Чавдар“). Командиром бригады был Стефан Халачев, политическим комиссаром (политруком) — Владимир Калайджиев.
22 июля 1944 года бригадой был взят город Якоруда: бойцы заняли управление общины, вокзал, полицейский участок и лесничество, а также уничтожили налоговые и реквизиционные списки. Ими был остановлен поезд, в котором перевозилось большое количество оружия.
8 сентября при участии бригады была установлена власть Отечественного фронта в селе Чурек, а 9 сентября — в Софии.